# Къшладжък
Къшладжък, още Суфидес или Ургас (на турски: Kışlacık), е село в Източна Тракия, Турция, Околия Виза, Вилает Лозенград (Къркларели). Селото има 1162 жители.

## География
Селото е разположено в югоизточното подножие на Странджа на 18 километра югоизточно от Малък Самоков (Демиркьой) и на 18 километра североизточно от Виза.

## История
В 19 век Ургас е село в Одрински вилает на Османската империя. Според статистиката на професор Любомир Милетич в 1912 година в Ургасъ (Софидисъ) живеят 100 гръцки семейства.
Гръцкото население на Ургас се изселва след 1922 година. Селото е прекръстено на Къшладжък.